# Feldzeugmeister
Feldzeugmeister era un grado militare nelle armate mercenarie, specialmente utilizzato nei reparti di artiglieria, che venne comunemente utilizzato durante il XVI e il XVII secolo, ma che era ancora in uso all'inizio del XX secolo negli eserciti di diversi paesi europei. L'esercito austriaco, in particolare, utilizzò il titolo di Feldzeugmeister per indicare un alto ufficiale generale con compiti specifici.

Insegna da colletto per “Feldzeugmeister” dell'esercito austro-ungarico

## Origine della parola
Il vocabolo deriva dal tedesco e significa letteralmente un responsabile alto ufficiale che comanda un treno (di uomini, merci o artiglieria nello specifico). Per tali motivi, esso era solitamente un titolo che veniva concesso ad un Feldmaresciallo che avesse specifici compiti nei reparti di artiglieria, essendo appunto a capo di un treno d'armata, anche se è provato che un termine simile con medesimo valore venisse già utilizzato al tempo di Filippo VI di Francia prima ancora che l'artiglieria moderna venisse inventata.

## Rango militare
Originariamente, il Feldzeugmeister era sottoposto nell'ordine al Feldhauptmann ed al Feldmarschall, ricoprendo quindi il ruolo di terzo uomo più importante dell'esercito, anche se questo variava molto a seconda degli eserciti.
Nel 1898 il ministero della guerra del Regno di Prussia creò il rango di Feldzeugmeister che era comparabile a quello di Generale di Divisione, con la specificità di occuparsi di munizioni, personale addetto all'artiglieria e pezzi in uso dall'esercito.
In Baviera nel 1906 l'ispezione dei reparti dell'artiglieria era organizzata per dipartimenti e veniva tenuta dal Feldzeugmeister.
Nell'esercito austro-ungarico, il termine Feldzeugmeister ebbe diversi significati. Durante le guerre napoleoniche il Feldzeugmeister era il rango superiore a quello di Feldmaresciallo-Luogotenente e prima di quello di Feldmaresciallo, con l'equivalenza di Generale di fanteria o cavalleria. Esso rimase il secondo più alto grado nell'esercito austriaco sino alla creazione del grado di Colonnello-Generale (Gerneraloberst) nel 1915.

## Storia
È difficile ad oggi creare una lista completa dei più importanti Feldzeugmeister negli ultimi 400 anni. Un esempio per tutti può essere rappresentato dal Feldzeugmeister austriaco Eugéne Guillaume Alexis von Mercy-Argenteau.